# Leiopelma hamiltoni
Espèce
Statut de conservation UICN

 VU D1+2 : Vulnérable
Leiopelma hamiltoni est une espèce d'amphibiens de la famille des Leiopelmatidae.

## Répartition
Cette espèce est endémique de l'île Stephens dans le Marlborough Sounds en Nouvelle-Zélande,.

## Étymologie
Cette espèce est nommée en l'honneur d'Harold Hamilton.

## Publication originale
- McCulloch, 1919 : A new discoglossoid frog from New Zealand. Transactions and Proceedings of the New Zealand Institute, Wellington, vol. 51, p. 447-449 (texte intégral).